# Császári és Királyi 6. II. Vilmos württembergi király Huszárezred

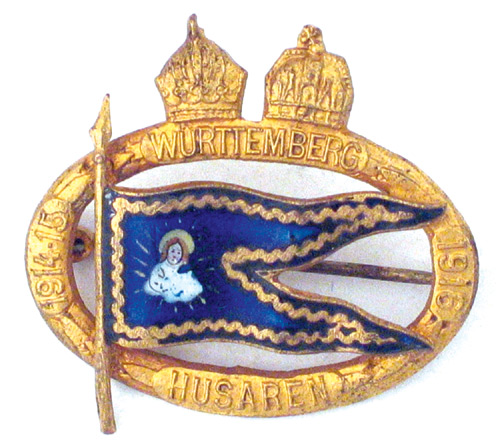
A Császári és Királyi 6. Württember Huszárezred sapkajelvénye az első világháborúban

A 6. Huszárezred a Habsburg Birodalom Hadseregének egyik huszárezredeként lett felállítva. Az 1867-es Kiegyezést követően az ún. Közös Hadsereg alakulata volt az Osztrák–Magyar Monarchia 1918-as felbomlásáig.

## Története
A 6. II. Vilmos württembergi király elnevezett huszárezredet 1734-baen állíttatta fel gróf Károlyi Sándor lovassági tábornok. 
1915-ben az összes ezred nevét megszüntették. Ezután az alakulat Császári és Királyi 6. Huszárezred néven szerepelt. Ezt a gyakorlatban nem tudták kivitelezni, mivel a háború miatt bevezetett költségcsökkentés nem tette lehetővé új nyomtatványok és pecsétek készítését.

## Hadműveletek
Lengyel örökösödési háború
- 1734 gróf Károlyi Sándor lovassági tábornok Pozsonyban és Sopronban egy 10 századból álló huszárezredet állított fel saját költségén. Ezredtulajdonosa ő maga lett, de még a felállítás előtt kikötötte, hogy az ezredparancsnok az ő fia, gróf Károlyi Ferenc legyen. A fiatal gróf ki is neveztetett ezredessé, azonban tekintettel zsenge ifjúságára és tapasztalatlanságára, csak névleg szerepelt mint ezredparancsnok, a valóságban, báró Baranyay János alezredes vezényelte az ezredet. A legénységet leginkább a Tisza menti megyékből toborozták. A szervezés befejeztével a Károlyi huszárok azonnal a Rajnához vonultak, ahol kisebb hadműveletekben vett részt az alakulat. Baranyay alezredes egy Offenburgra intézett rajtaütésért dicséretet nyert.
- 1735-ben az ezred egy részével Schmiedebergnél sikeres ütközetet vívott és két ellenséges francia tábornokat elfogott. Ez alkalommal Benyovszky kapitány tüntette ki magát. A többi századot Nieder-Olmnál vetették be.
- 1736-ban az ezred Trencsén vármegyében, majd Somogy vármegyében, Csákonyán töltötte.

Orosz–osztrák–török háború (1735–1739)
- 1737-ben a törökök ellen Banja Lukanál, 1738-ban a Bánságban, Korniánál és Mehádiánál, 1739-ben Grockánál harcolt. A török háborúk elején vette át az ezredparancsnokságot a fiatal

Károlyi Ferenc gróf, 1738-ban pedig atyja helyett tulajdonosa is lett az ezrednek.
A harctérről visszatérve az ezred 1739-1740-ben Abaúj és Torna megyékben állomásozott. A osztrák örökösödési háború kitörésekor először Sziléziába
vonult és részt vett a Rothschloss mellett vívott ütközetben, majd Csehországba került.
Osztrák örökösödési háború
- 1742-ben Deutsch-Brodnál harcolt; ott volt a caslaui csatában, valamint Prága körülzárásánál is.
- 1743-ban a Regensburg melletti Kötzingben rajtaütöttek a franciák és az ezrednek téli szálláson ott levő három századát elfogták.
- 1744-ben Németalföldre vonult és részt vett a következő
- 1745. évben a Rajna és a Majna melletti hadjáratokban. A Németalföldön maradt kisegítő századok, melyekhez a Szatmár vármegye részéről kiállított két század is csatlakozott, a Fontenay mellett lefolyt csatában harcoltak.
- 1746-ban az egész ezred ismét a Németalföldön volt és Rocour mellett, 1747-ben pedig Lawfeld mellett harcolt. Békekötés után Nagyváradra került. Ugyanakkor a feloszlatott Trips-huszárezred egy százada ezen ezredbe olvadt be.
- 1752-ben Eperjesre, 1754-ben Nagyszebenbe helyezték át.
- 1756-ban a Csehországban álló hadsereghez osztatott be.

Hétéves háború
- 1757-ben Sziléziában működött, azonban harcra csak kevés alkalma nyílt.
- 1758-ban Troppaunál és Littaunál, majd Hochkirchnél harcolt.
- 1759-ben Schmiedebergnél, Plasdorfnál és Goldenelsenél volt ütközetben. Ezen harcokban Caramelli gróf hadnagy többszörösen kitüntette magát. Gróf Károlyi Ferenc ezredtulajdonos, aki ekkor már lovassági tábornok volt – 1759-ben meghalt és helyébe gróf Pálffy Rudolfot nevezték ki ezredtulajdonosnak.
- 1760-ban Landshutnál az ezred kitüntette magát, valamint 1761-ben Schlesisch-Neustadtnál is, ahol sokszoros túlerővel szemben szilárdan állta a sarat. Egyes századai Grebischaunál és Jagerndorfnál vívtak sikeres előőrsi harcokat.
- 1762-ben Sziléziában, Neissenél volt ütközetben. A háború után Sziléziában maradt, majd a következő 1763. évben a Szepességre, innen 1766-ban Eperjesre, 1768-ban pedig Teschenbe vonult. Ebben az évben gróf futaki Hadik András feloszlatott huszárezredéből egy század beolvadt az ezredbe és az elhalálozott gróf Pálffy Rudolf helyébe gróf Hadik András lovassági tábornok lett az ezredtulajdonos.
- 1769-ben a császári királyi hadsereg átszervezésekor a összes lovasezredek között a 16. Lovassági Ezred megnevezést kapta.
- 1772-ben Krakkóba, 1773-ban Polnába, 1774-ben Bukovinába települt
- 1778-ban Czortkówba helyezték át.
- 1775-ben a feloszlatott Török huszárezred egy osztálya beolvadt az ezredbe.

Bajor örökösödési háború
- 1778-ban a bajor örökösödési háborúban Dauba mellett csak kisebb járőrharcokban vett részt.
- 1779-ben Dombóvárra, 1784-ben Troppauba, 1791-ben pedig Brüsszelbe került. Brüsszel abban az időben a Habsburg Birodalom része volt.
- 1781-ben újoncozás tekintetében a nagyváradi 37. gyalogezred toborzó kerületéhez tartozott, amely Bihar vármegye és Arad vármegyékre terjedt ki.
- 1791-ben Blankenstein Ernő gróf altábornagy lett a tulajdonosa.

Koalíciós háborúk
- 1792-ben a Németalföldön volt. Egy osztálya Bovaynál és le Cocqunál volt ütközetben, egyes századok kisebb előőrsi csatározásokban vettek részt, az egész ezred pedig Jemappesnél harcolt. Az ütközet után két század Keglevich gróf őrnagy alatt Luxemburgba vonulva Agneaunál, majd Corioulenál küzdött a franciákkal.
- 1793-ban az ezred hol együtt, hol kisebb osztagokban az ütközetek egész sorozatát vívta. Így egyes századok Aldenhovennél, Neerwindennél, Löwennél, Condé és Valenciennes körülzárásában vettek részt. Az alezredesi (3. és 4. század) és a 2. őrnagyi (7. és a 8. század) osztályok Douchynál és Famarsnál, az 1. őrnagyi osztály (5. és 6. század) Uz őrnagy alatt Paperinghenél és Hondschootennél tüntették ki magukat. Később az egész ezred a Maubeuge

előtti harcokban és pedig Gillesnél, valamint Wattignieshél, végül az egyik osztály Bassuyannál nyert dicséretet. Az ezred parancsnoka gróf Hadik Károly ezredes megkapta a Katonai Mária Terézia-rendet.
- 1794-ben 3 osztállyal a landreciesi, tournayi és yperni csatákban vett részt, egy osztálya pedig Moescroennél harcolt. A későbbi visszavonulás alatt többször képezte a hadsereg utóvédjét és sok apróbb csatát vívott, melyek közül leginkább említésre méltó a Wonk melletti ütközet.
- 1795-ben az Alsó-Rajnánál találjuk. A visszavonuló franciák üldözése közben Höchstriél, a maynzi vonal bevételénél, Kirchheimnél, Kreuznachnál és Meissenheimnél harcolt.
- 1796-ban az egyik osztály Herbornnâl és Kircheípnél vett részt ütközetben. Az ezred másik három osztálya pedig Ambergnél, Würzburgnál, Giessennél és Altenkirchennél, végül Kehi előtt harcolt, ahol Foky

hadnagy a Katonai Mária Terézia-rend lovagkeresztjét nyerte el.
- 1797-ben csak Révay őrnagy osztálya részt vett a Grüningennél vívott csatában. A hadjárat után Troppauba került és itt maradt az 1799-ben újból megindult háborúig.
- 1798-ban a 3. őrnagyi osztályt (9. és 10. század) az újonnan alakítandó Császári Királyi 7. Huszárezred felállításához adta át. Szintén ebben az évben kapta a 6. Huszárezred elnevezést.
- 1799-ben a Rajna vonalát biztosította és eközben több ütközetet is vívott, úgy mint Ober-Kappelnél, Bietigheimnél és Wieslochnál. Ezen harcokban különösen gróf Hardegg őrnagy és Illésy kapitány tüntették ki magukat.
- 1800-ban Kehinél harcolt, majd a biberachi csata után nagy önfeláldozással fedezte a visszavonulást. Egyes századai azonkívül Dillingennél és Ulmnál is küzdöttek. A hohenlindeni csatában nem került bevetésre.
- 1801-ben gróf Wartensleben Ferdinand őrnagy és Simonyi József főhadnagy, a későbbi hírneves Simonyi óbester, megkapták a Katonai Mária Terézia-rendet. A legénység az 1792-től 1801-ig terjedő háborúk alatt 20

arany és 141 ezüst vitézségi érmet kapott.
- 1801. végén Reichstadtba került állomásra, 1802-től 1805-ig pedig Brandeisben volt települve.
- 1805-ben két osztálya részt vett a günzburgi csatában. Később Vorarlbergben a franciák bekerítették és Bregenznél fegyverletételre akarták kényszeríteni. Gróf Wartensleben Ferdinand ezredes azonban

megmentette ezredét a szégyenletes kapitulációtól és az ezreddel keresztül vágta magát a sokszorosan túlnyomó ellenségen. Az üldöző ellenséges lovas tömegekkel több ütközetet vívtak, amíg végre sikerült a teljes ezrednek szerencsésen Csehországba jutnia. Ebben a harcokban a legénység 1 arany és 2 ezüst vitézségi érmet szerzett.
- 1806-ban Klattauban állomásozott, honnan 1807-ben Nagytapolcsányba, 1808-ban Gabelbe helyezték át.
- 1809-ben két százada Amberg-Urseusollennél harcolt, a teljes ezred pedig Aspemnél és Wagramnál tüntette ki magát. A wagrami csatát követő visszavonulás alatt Hollabrunn és Schöngrabern mellett, majd Znavniuál voltak ütközetei. Az ezredben a Katonai Mária Terézia-renddel kitüntetett huszárok száma ismét kettővel növekedett és pedig Wieland György alezredessel és Nedecky József kapitánnyal. A legénység hősiessége 3 arany és 17 ezüst vitézségi éremmel jutalmaztatott.
- 1810-től 1812-ig Rzeszów volt az állomáshelye.

Napóleoni háborúk
- 1812-beu az oroszok ellen Napóleon segítségére kiállított hadtestbe volt beosztva. Egyes kisebb osztagai Ligniewicinél. Prusznynál, Kobrinnál, Liuboiulnál és Stara-Wizwanál vívtak kisebb ütközeteket. Orot Bigot de Si. Quentin Ferenc őrnagy 4 századdal Sielo-Welykojenei és az Ogorodnickinél végrehajtott rajtaütésnél újra kitüntette magát az ezred.
- 1812-1813 telét Galíciában töltötte.
- 1813-ban Gabelnél, Stolpennél, Lohniennél és Lipcséméi harcolt. Nánássy Gáspár főhadnagy Gross-Obringennél egy francia táborra sikeres rajtaütést hajtott végre.
- 1814-ben az ezred Dél-Franciaországban alkalmaztatott és Genfnél, majd Bourg-en-Bressenél, valamint Polignynél kitüntette magát. Gróf Bigot de St. Quentin őrnagy osztálya azonkívül Alaconnál aratott győzelmet. Ebben az évben Vilmos württembergi trónörökös, 1817-től király, lett az ezred tulajdonosa, Amíg az eddigi tulajdonos gróf Blankenstein Ernő lovassági tábornok, másodtulajdonos lett.
- 1815-ben a rajnai hadseregbe volt beosztva. Egyik osztálya Balogh őrnagy alatt Strassburgnál tüntette ki magát. Az utolsó három év 1812-1815 hadjárataiban a vitézségi érmek száma az ezredben 10 arany és 28 ezüstéremmel szaporodott.
- 1815-től az elzászi Altkirchenben, 1813-ban Eneisheimben.
- 1819-ben Bécsben. 1820-tól 1830-ig Pardubitzhan állomásozott. Ekkor Debrecenbe helyezték át. Legénységét ezentúl a debreceni 39. Gyalogezred toborzó kerületéből, vagyis Hajdú és a szomszédos vármegyékből nyerte.

- 1831-ben St. Pollenbe, 1832-ben Bécsbe, 1833-ban Austerlitzbe települt.
- 1835-ben Brzezanyba került.

'1848–49-es forradalom és szabadságharc
- 1848-ban Magyarországra és szabadságharcunk különböző csataterein küzdve végig harcolta a magyar nemzet nagy függetlenségi küzdelmét. Az 1848-49-es honvéd hadseregben általánosan ismert volt a Württemberg-

huszárok hősi neve.
Az újjászervezés
- 1849-ben politikai okokból a morvaországi Wesselyben újjá szervezték. Itt állomásozott majd Troppauba helyezték.
- 1854-ben Bochniaba, 1855-ben Saazba, 1857-ben Neudorfba, majd Welsbe.
- 1859-ben pedig Sí. Flóriánba helyezték át.

Szárd–francia–osztrák háború
- 1859-ben a háború kitörésekor egy-egy százada Ulm és Rastatt váraiba küldetett, az ezred többi százada pedig az itáliai hadszintérre való indulásra kapott parancsot, azonban nem került a harctérre. A háború után Bochniaba vonult és ott állomásozott 1866-ig.
- 1860-ban 4. osztályát a Császári Királyi 2. Önkéntes Huszárezred megalakítására át adta.
- 1857-1860 A nagyváradi 37. és a debreceni 39. Gyalogezredek, 1860-től 1867-ig pedig a szatmárnémeti 5., a kassai 34. és a debreceni 39. gyalogezredek hadkiegészítő kerületeiből nyerte

újoncait.
- 1864-ben I. Károly württembergi király lett az ezred tulajdonosa.

Porosz–osztrák–olasz háború
- 1866-ban Sandhübelnél előőrsi csatározásokban vett részt, majd ott volt a königgrätzi csatában is. Ebben hadjáratban a tisztikarból hárman a Katonai Érdemkereszttel lettek kitüntetve, a legénység pedig 2 első- és 5 másodosztályú ezüst vitézségi érmet szerzett.

A boldog békeidők 1867-1914
- 1866-tól a világháború kitöréséig a 6. Huszárezred nem volt háborúban. A békeéveket 1866-fól 1871-ig Klagenfurtban, 1871-től 1877-ig Gyöngyösön, 1877-ben Stockerauban, 1878-tól 1880-ig Bécsben, 1880-tól 1885-ig Zágrábban, 1885-ben Varasdon, 1886-tól 1888-ig Temesváron, 1880- 1893-ig Pozsonyban, 1893-tól 1898-ig Rzeszôwban, 1898-tól pedig Klagenfurtban töltötte.
- 1867-től 1883-ig a legénységét a kassai 34., az ungvári 66. és az akkor nyíregyházai 79. Gyalogezred területéről sorozták.
- 1873-tól 1883-ig a losonci 25., a kassai 34. és az eperjesi 67. Gyalogezred területéről sorozták.
- 1883-tól 1889-ig a losonci 25. és az egri 60. gyalogezredek kiegészítő kerületeiből,
- 1889-től pedig a kassai 6. hadtest egész területéről sorozták, illetőleg sorozzák.
- 1891-ben II. Vilmos württembergi király lett a tulajdonosa.

Első világháború
- A huszárezred eleinte ezred kötelékben harcolt, majd hadosztály közvetlen huszárosztályként felosztva. A háború vége felé gyalogosként vetették be az ezredet. Majd 1918-ban a felszámolták a győztes hatalmak nyomására.

## Kiegészítő körletek
Az ezredet a következő területekről egészítették ki:
- 1781 Nagyvárad
- 1830 Debrecen
- 1857–1860 Nagyvárad és Debrecen
- 1860–1867 Debrecen, Szatmárnémeti és Kassa
- 1867–73 Kassa, Ungvár és Nyíregyháza
- 1873–83 Losonc, Kassa és Eperjes
- 1883–89 Losonc és Eger
- 1889-től a VI. Hadtest katonai kerülete Kassa

## Békehelyőrségek
| I. | II. | III. |
| --- | --- | --- |
| - 1735 nincs hivatalos helyőrsége - 1736 Trencsén és Csakonya - 1739–1740 Abaúj-Torna vármegye - 1748 Nagyvárad - 1752 Eperjes - 1754–1756 Nagyszeben - 1762 nincs hivatalos helyőrsége - 1763 Szepes vármegye - 1766 Eperjes - 1768 Teschen - 1772 Krakkó - 1773 Polná - 1774 Bukovina területén szétosztva - 1776–1778 Czortków - 1779 Dombóvár - 1782 Horvátország területén szétosztva - 1783 Dombóvár - 1784–1790 Troppau | - 1791–1792 Németalföld (Brüsszel) - 1798–1799 Troppau - 1801 Reichstadt - 1802–1805 Brandeis - 1806 Klattau - 1807 Nagytapolcsány - 1808–1809 Gabel - 1810–1812 Rzeszów - 1814–1815 Stanislau - 1815 Altkirchen Elzászban - 1818 Enisheim - 1819 Bécs - 1820 Pardubitz - 1830 Debrecen - 1831 Sankt Pölten - 1832 Bécs - 1833 Austerlitz - 1835 Brzezany | - 1849 Wessely - 1851 Troppau - 1854 Bochnia - 1855 Saaz - 1857 Neudorf (Magyarország) és Wels - 1859 St. Florian - 1859/60–1866 Bochnia - 1866 Klagenfurt - 1871 Gyöngyös - 1877 Stockerau - 1878 Bécs - 1880 Zágráb - 1885 Varasd - 1886 Temesvár - 1888 Pozsony - 1893 Rzeszów - 1898 Klagenfurt - 1914 Törzs / II. osztály / 6. század Klagenfurt – I. osztály 2. 3. 4. század Seebach – 1. század Wolfsberg – 5. század St. Veit |

## Ezredtulajdonosok
- 1734 gróf nagykárolyi Károlyi Sándor lovassági tábornok (Károlyi Huszárezred)
- 1738 gróf nagykárolyi Károlyi Ferenc ezredes, később lovassági tábornok
- 1759 gróf Pálffy Rudolf altábornagy (Pálffy Huszárezred)
- 1768 gróf futaki Hadik András lovassági tábornok (Hadik Huszárezred)
- 1791 gróf Ernst von Blankenstein altábornagy
- 1798 névváltoztatás 6. Huszárezredre
- 1814 Vilmos württembergi koronaherceg
- 1817 I. Vilmos württembergi király (6. Württemberg-huszárezred)
- 1864 Károly württembergi király
- 1891 II. Vilmos württembergi király

### Ezredparancsnokok
| I. | II. | III. |
| --- | --- | --- |
| - 1734 báró Baranyay János alezredes - 1737 gróf nagykárolyi Károlyi Ferenc alezredes - 1738 gróf Forgách Ferenc ezredes - 1744 gróf ikládi Szluha György - 1752 gróf Gabriel Haller von Hallerstein ezredes - 1754 Reviczky János ezredes - 1761 báró Sennyey Imre ezredes - 1772 Gombos György ezredes - 1775 Terney János ezredes - 1784 Szerelem József ezredes - 1789 gróf futaki Hadik Károly ezredes - 1794 báró Szent-Kereszty Zsigmond ezredes - 1797 Vogl Antal ezredes - 1800 Prohászka József ezredes | - 1805 gróf Ferdinand von Wartensleben ezredes - 1809 Vincenz von Gillert ezredes - 1812 báró Georg von Wieland ezredes - 1819 herceg Friedrich Fürstenhaus Reuss-Köstritz ezredes - 1830 gróf Franz von Schlik zu Bassano und Weisskirchen ezredes - 1835 gróf Franz Haller von Hallerstein ezredes - 1837 gróf Johann Brenner ezredes - 1838 báró Johann Burits de Pournay ezredes - 1846 gróf Paár Alfréd ezredes - 1849 szentmiklósi és óvári Pongrácz Ferenc ezredes - 1851 gróf Johann Hoditz und Wolframitz ezredes - 1858 báró Joseph Taxis von Bordoga et Valnigra ezredes - 1866 báró Ludwig Wattmann de Macleamp-Beaulieu ezredes - 1866 Ladislaus von Smagalski ezredes | - 1872 Wojnarovits István alezredes-ezredes - 1876 Alphons von Kodolitsch ezredes - 1881 Gábor Antal alezredes-ezredes - 1884 báró csóri Mecséry Imre ezredes - 1886 almási Francke Ludwig alezredes-ezredes - 1888 Joseph Nechwalsky alezredes-ezredes - 1894 Victor von Mouillard ezredes - 1895 gróf Ludwig von Breda alezredes-ezredes - 1903 Jovanovic József ezredes - 1905 felsőkubini és nagyolaszi deményfalvi Kubínyi Tivadar ezredes - 1909 báró Márkus- és batizfalvi Máriássy Attila ezredes - 1910 Kollowratnik József alezredes - 1914 Alois Dichtl alezredes |

## Megszüntetése
1918. őszén az Osztrák-Magyar Monarchia felbomlását követően Magyarország és a magyarországi nemzetiségek kikiáltották függetlenségüket. A frontokon harcoló alakulatokat haza szállították és a fegyverszüneti egyezmény értelmében felszámolták őket. Ez a sors jutott a nagy múltú Császári és Királyi 6. Huszárezred számára is.
A hivatalos források szerint viszont a Császári és Királyi Hadügyminisztérium alá tartozott és mivel Magyarország függetlenné vált nem hívhatta volna haza a többnyire magyar sorállománnyal rendelkező ezredet, hogy megszüntethesse. Ezt csak is a K.u.K. Hadügyminisztérium tehette volna meg. Nem tudni pontosan, hogy ez valaha meg is történt-e.

## 1914. júliusi alárendeltségi állapot

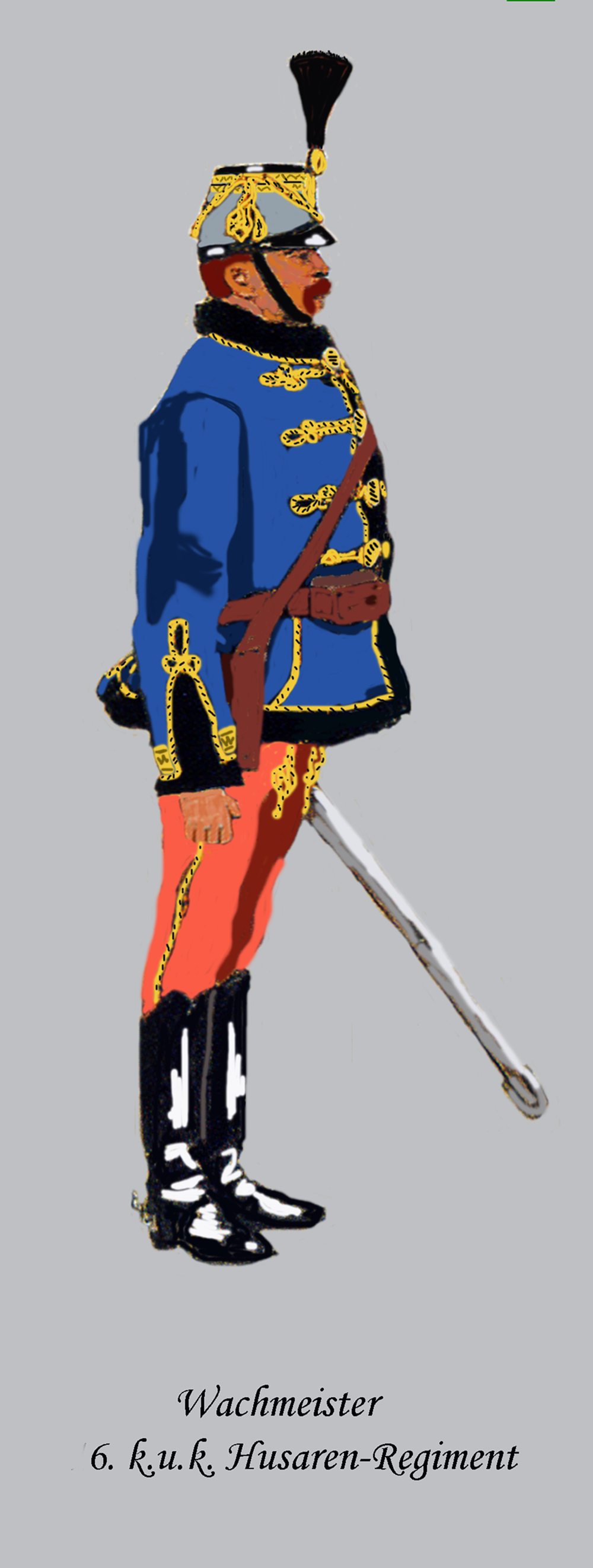
A 6. Huszárezred őrmestere

VI. Hadtest – 2. Lovassági Hadosztály – 16. Lovasdandár
Nemzetiség: 90% magyar – 10% egyéb
Ezredvezénylő nyelv: magyar
Egyenruha: világoskék atilla sárga gombokkal és hamuszürke csákó takaróval

## Szervezete
A XVIII. századi folyamatos hadseregreformok során a lovasságnál az ezredeket négy osztályra, ezen belül nyolc svadronra tagolták. Kialakítottak egy tartalék svadront is 186 fővel, elsősorban az újoncok kiképzésére. Az addigi 2 század = lovassági szervezést felváltotta az immár 2 svadron = divízió szervezés. Vagyis a lovasságnál eltüntették az addig a gyalogságtól átvett kompánia (század) megnevezést és a lovassági század svadron nevet nyert, míg az addigi kétszázadnyi harcászati egység, a svadron új megnevezése divízió (osztály) lett. Szabályozták az ezredlétszámokat, a zászlók alakját, az egyenruha formáját, de a szín ezredről ezredre változott. A fegyverzet továbbra is kard, két pár pisztoly, később rövid karabély. A vezényleti nyelv német maradt, de a nem magyar származású ezredtulajdonosok, illetve ezredparancsnokok döntő többsége – tekintettel, hogy huszárjaikkal magyarul tudjanak beszélni – megtanulták a nyelvet, ha törve is, de megértették magukat.
1860-tól az ezred 2 osztályból állt, ami továbbá három-három századból. Így került bevetésre az első világháborúban.
Az egyes osztályokat a vezetőjükről nevezték el:
- az 1. osztály volt az ezredesi-osztály
- a 2. osztály volt az alezredesi-osztály
- a 3. osztály volt az 1. őrnagyi-osztály
- a 3. osztály volt a 2. őrnagyi-osztály

1798-ig az ezredeket tulajdonosuk neve szerint hívták, akiknek ténylegesen vezetniük is kellett az alakulataikat. Minden tulajdonos váltással az ezred új nevet kapott. 1798-at követően hivatalosan csak számozással illették az alakulatokat, de bizonyos esetben, illetve beszédben az éppen aktuális ezred tulajdonos nevén nevezték.
Pont ezek miatt az állandó átnevezések kapcsán nehezen követhető az osztrák-magyar huszárezredek története.

## Lásd még
- Császári és Királyi Huszárok

## Fordítás
- Ez a szócikk részben vagy egészben az k.u.k. Husarenregiment „Wilhelm II. König von Württemberg“ Nr. 6 című német Wikipédia-szócikk ezen változatának fordításán alapul.  Az eredeti cikk szerkesztőit annak laptörténete sorolja fel. Ez a jelzés csupán a megfogalmazás eredetét és a szerzői jogokat jelzi, nem szolgál a cikkben szereplő információk forrásmegjelöléseként.